# Franco Meregalli
Franco Meregalli (Monza, 25 de marzo de 1913 - Venecia, 7 de octubre de 2004), filólogo, hispanista y cervantista italiano.
Se doctoró cum laude en la Universidad Católica de Milán en 1936 con una tesis sobre I promesi sposi de Alessandro Manzoni. Ocupó la cátedra de Lengua y literatura italiana del Liceo Statale de Tortona, habiendo obtenido el primer puesto entre los ciento seis exámenes escritos aprobados en el concurso nacional. Fue lector de italiano en la Universidad de Oviedo en el bienio 1941-1943, cursos en los que se ocupó principalmente de Unamuno y José Ortega y Gasset. Vuelto a Italia, fue profesor del liceo de su ciudad natal y encargado de Lengua y Literatura Españolas en la Universidad Bocconi. En 1948 se convirtió en profesor libre de Lengua y Literatura Españolas después de haber superado el recientemente instituido concurso de Docencia libre. En 1950 se trasfirió a Madrid al servicio del Ministerio de Asuntos Exteriores italiano y enseñó lengua y literatura italianas en la Facultad de Letras de la Universidad de Madrid. Allí profundizó sus estudios sobre cronistas castellanos del Cuatrocientos, conciliándolos con otras investigaciones sobre la estética de Marcelino Menéndez Pelayo, Calderón, Cervantes, Modernismo Hispánico, etc. Estuvo tres años (1953-1956) en Alemania (Gotinga, Universidad; Colonia, Instituto Italiano de Cultura). En 1956 ganó la cátedra de Literatura Española de la Universidad de Ca' Foscari de Venecia, que ocupó hasta su jubilación en 1978.
Entre 1971 y 1973 presidió la Facultad de Lenguas; desde ese puesto promovió la fundación de los Annali di Ca' Foscari y en 1978 fundó y dirigió la cuatrimestral Rassegna Iberistica (Bulzoni, Roma). En 1961, por encargo del Ministerio de Asuntos Exteriores, ofreció una serie de conferencias en todas las capitales de América Latina en celebración del Centenario de la Unidad de Italia, experiencia que dejó huella profunda en su producción y en sus relaciones personales. En aquella ocasión fue elegido correspondiente de la Academia Argentina de Letras y de la Real Academia Española. En 1962 devino también correspondiente del Instituto Veneto, para después ser nombrado en 1981 numerario. Fue profesor visitante en Los Ángeles - UCLA (1964-65) y en Cambridge, Mass. - Harvard (1973), y presidente de la Asociación Internacional de Hispanistas (1983-86).

## Obras
Su bibliografía cuenta con 290 títulos, recogidos en Aspetti e problemi delle Letterature Iberiche (Roma, Bulzoni, 1981) y en las actualizaciones publicadas en los números 45 y 66 de Rassegna Iberistica. Entre sus obras pueden ponerse de relieve Cronisti e Viaggiatori Castigliani del Quattrocento (Cisalpino, 1957), Parole nel Tempo (Mursia, 1969), La Civiltà Spagnola Profilo storico e storico-letterario (Mursia, 1972; 3ª ed. actualizada, 1994). Tradujo la obra de Cervantes (Mursia, 1973), Storia della civiltà letteraria spagnola, dirigida por Franco Meregalli (UTET, 1990), Introduzione a Cervantes (Laterza, 1991), Introduzione a Calderón (Laterza, 1993), Introduzione a Ortega y Gasset (Laterza, 1995). 
- Datos: Q5868387